# Vado Kitenga
Osvaldo Pedro de Jesus Kitenga, meglio noto come Vado Kitenga (Luanda, 20 maggio 1993), è un calciatore angolano, difensore del Pêro Pinheiro.

## Carriera

### Club
Dopo gli inizi nella massima serie angolana, si trasferisce in Portogallo, prima giocando nella quinta serie con l'Oeiras e poi in terza serie con il Pêro Pinheiro.

### Nazionale
Nel 2013, ha giocato quattro partite con la nazionale angolana.

## Statistiche

### Cronologia presenze e reti in nazionale
| Cronologia completa delle presenze e delle reti in nazionale ― Angola | Cronologia completa delle presenze e delle reti in nazionale ― Angola | Cronologia completa delle presenze e delle reti in nazionale ― Angola | Cronologia completa delle presenze e delle reti in nazionale ― Angola | Cronologia completa delle presenze e delle reti in nazionale ― Angola | Cronologia completa delle presenze e delle reti in nazionale ― Angola | Cronologia completa delle presenze e delle reti in nazionale ― Angola | Cronologia completa delle presenze e delle reti in nazionale ― Angola |
| Data                                                                  | Città                                                                 | In casa                                                               | Risultato                                                             | Ospiti                                                                | Competizione                                                          | Reti                                                                  | Note                                                                  |
| --------------------------------------------------------------------- | --------------------------------------------------------------------- | --------------------------------------------------------------------- | --------------------------------------------------------------------- | --------------------------------------------------------------------- | --------------------------------------------------------------------- | --------------------------------------------------------------------- | --------------------------------------------------------------------- |
| 7-9-2013                                                              | Lubango                                                               | Angola                                                                | 4 – 1                                                                 | Liberia                                                               | Qual. Mondiali 2014                                                   | -                                                                     | 83’                                                                   |
| Totale                                                                |                                                                       | Presenze                                                              | 4                                                                     |                                                                       | Reti                                                                  | 0                                                                     |                                                                       |

## Palmarès

### Club

#### Competizioni nazionali
- Campionato angolano: 1

Primeiro de Agosto: 2016